# Siyihua
Siyihua is de verzamelnaam van de Kantonese dialecten in het gebied Siyi in de Chinese provincie Guangdong (Guangdong). Behalve in Siyi wordt Siyihua ook gesproken in het district Doumen in stadsprefectuur Zhuhai en in de gebieden Macau en Hongkong. Buiten China wordt het vooral gesproken in de Chinatowns van Noord-Amerika.
- Sino-Tibetaanse talen
  - Chinese talen
    - Kantonees
      - Siyihua

## Siyihua
- Taishanhua
- Enpinghua
- Kaipinghua
- Xinhuihua